# Rhabdosargus sarba
Rhabdosargus sarba és un peix teleosti de la família dels espàrids i de l'ordre dels perciformes.

## Morfologia
Pot arribar als 80 cm de llargària total.

## Distribució geogràfica
Es troba des de les costes del Mar Roig i de l'Àfrica oriental fins al Japó, la Xina i Austràlia.